# Karl von Frisch
Karl Ritter von Frisch (20. studenog, 1886. – 12. lipnja, 1982.) bio je austrijski etolog koji je dobio Nobelovu nagradu za fiziologiju ili medicinu 1973.g. zajedno s Nikolaas Tinbergenom i Konrad Lorenzom. 

## Vanjske poveznice
- Nobelova nagrada - životopis(engl.)